# Рыбоводное
Рыбово́дное — село в Смирныховском городском округе Сахалинской области России.

## География
Находится на берегу реки Поронай в 23 км от посёлка городского типа Смирных, административного центра округа.

## История
Посёлок основан в 1962 году. В 2004 году статус посёлок был изменён на село. 

## Население
| 1935 | 2002 | 2010 | 2013 | 2021 |
| ---- | ---- | ---- | ---- | ---- |
| 34   | ↘27  | ↘19  | ↘17  | ↘16  |

### Половой состав
Согласно результатам переписи 2002 года, в селе проживало 27 человек (17 мужчин и 10 женщин).

### Национальный состав
Согласно результатам переписи 2002 года, в национальной структуре населения русские составляли 87 % из 27 чел.

## Инфраструктура
В селе находится основанный японцами в 1924 году Побединский лососевый рыбоводный завод, разводящий кету.